# هلیو پیکهوف
هلیو پیکهوف (استونیایی: Heljo Pikhof؛ زادهٔ ۲۰ اکتبر ۱۹۵۸) سیاستمدار و نماینده مجلس اهل استونی است.